# Fliegerkompanie 51J
La Fliegerkompanie 51J (terme abrégé en Flik 51J) est un escadron de l'aviation des troupes impériales et royales austro-hongroises pendant la Première Guerre mondiale.

## Histoire
L'escadron est créé à Strasshof an der Nordbahn en Autriche et, après un entraînement le 3 juillet 1917, est envoyé sur le front italien, où il est stationné à Haidenschaft (it), aujourd'hui en Slovénie. Le 25 juillet 1917, toute l'armée de l'air austro-hongroise est réorganisée , et l'unité devient un escadron spécialisé dans la chasse (son nom officiel devient Jagdfliegerkompanie 51, plus communément abrégé en Flik 51J).
Le 24 octobre 1917, la Flik 51J est toujours à Haidenschaft (it), sous les ordres du rittmeister Wedige von Froreich lorsqu'elle participe à la bataille de Caporetto. À partir du mois de décembre suivant, l'as Benno Fiala von Fernbrugg prend le commandement et du 21 janvier 1918 au 20 août suivant, il remporte 19 victoires.
À l'été 1918, lors de la deuxième bataille du Piave, la Flik fait partie de l'armée de l'Isonzo et participe aux opérations depuis les aérodromes de Prata di Pordenone et Campoformido. Fin octobre, Fiala von Fernbrugg est rappelé en Autriche-Hongrie et c'est Franz Rudorfer qui prend le commandement de l'unité.
À partir du début de 1918, la Flik 51J adopte des marquages de couleurs : les insignes des appareils deviennent noires, une étoile à six branches blanche est peinte sur le côté du fuselage et les roues sont peintes en blanc.
La Flik 51J disparaît après l'armistice de Villa Giusti, qui met fin à la participation austro-hongroise dans la Première Guerre mondiale.

## Membres célèbres
- Eugen Bönsch
- Alexander Tahy
- Stefan Fejes
- Benno Fiala von Fernbrugg
- Franz Rudorfer
- Ludwig Hautzmayer